# Gabriela Kornacka
Gabriela Kornacka (ur. 17 sierpnia 1984 roku) – polska piłkarka ręczna, zawodniczka kadry narodowej grająca na pozycji rozgrywającej.

## Kluby
- MKS Unia Knurów
- SMS Gliwice
- Sośnica Gliwice
- Toulon Saint Cyr Var Handball
- MKS Piotrcovia Piotrków Trybunalski

### Sukcesy
- Brązowy Medal Mistrzostw Polski w sezonie 2008/2009